# Bojé
 (septembre 2022).
Si vous disposez d'ouvrages ou d'articles de référence ou si vous connaissez des sites web de qualité traitant du thème abordé ici, merci de compléter l'article en donnant les références utiles à sa vérifiabilité et en les liant à la section « Notes et références ».

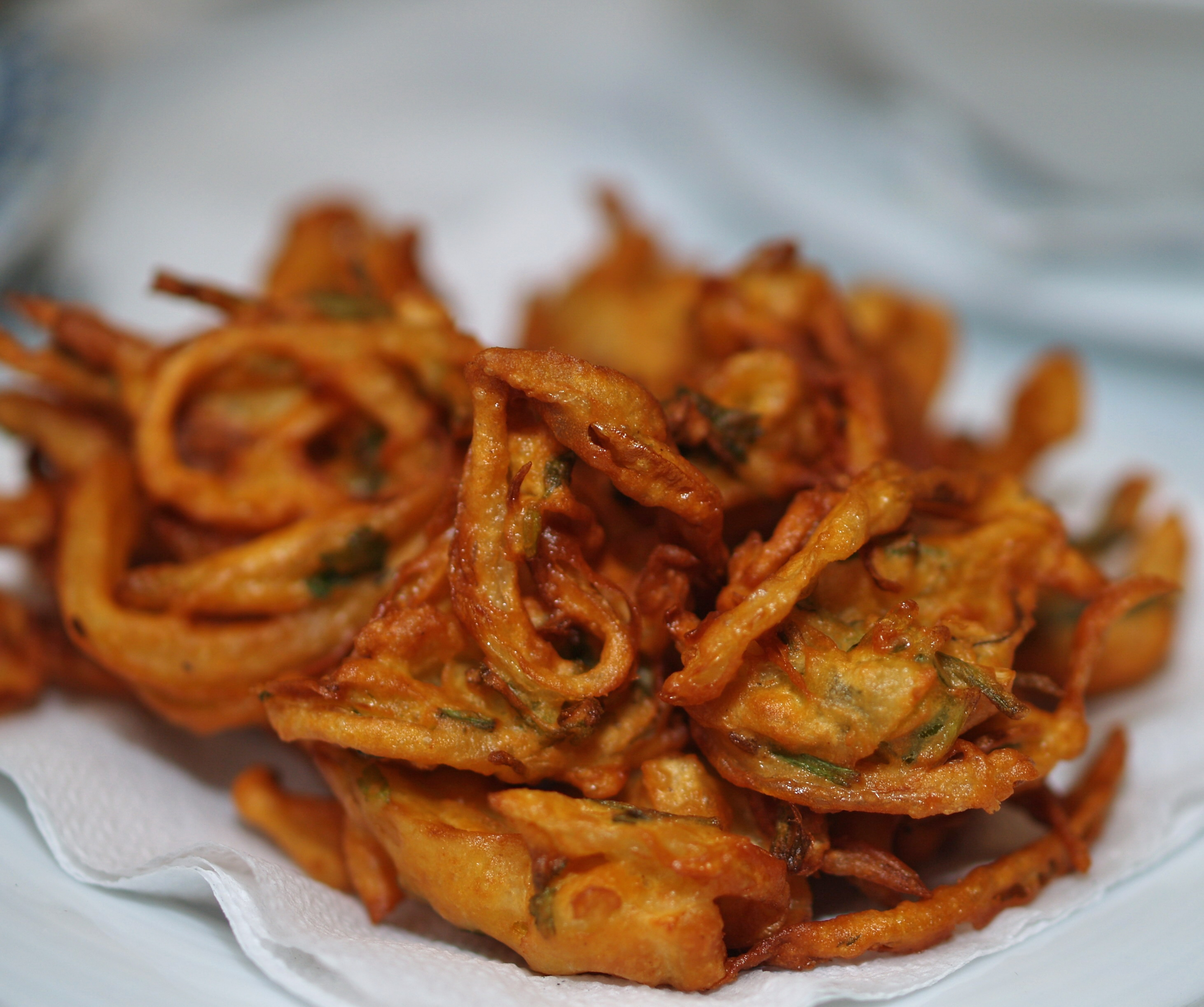
Bojé.

Le bojé est un plat indo-portugais de Goa, ainsi que de Daman et Diu, comptoirs appartenant à l'ancienne Inde portugaise. 

## Recette
Les bojé sont préparés avec, entre autres, de la farine de lentilles, des oignons, du cumin et du curcuma. Après mélange, ces ingrédients sont frits.
Ils peuvent être consommés comme apéritifs, accompagnés de chutney. Avec du thé, ils peuvent aussi former un goûter typique de Goa.